# Dariusz Szubert
Dariusz Szubert (* 31. Oktober 1970 in Białogard) ist ein ehemaliger polnischer Fußballspieler.

## Vereinskarriere
Dariusz Szubert spielte in Polen hauptsächlich für Pogoń Stettin und auch kurz bei Widzew Łódź. Von 1994 bis 1997 spielte er in Deutschland, zunächst beim FC St. Pauli in der 2. Fußball-Bundesliga und später dann auch in der Fußball-Bundesliga (23 Bundesligaspiele). Nachdem Oldenburg als Tabellenletzter in die Regionalliga abgestiegen war, wechselte Szubert in die Schweiz zum FC Zürich. Hier konnte er sich allerdings nicht durchsetzen und wechselte nach nur kurzer Zeit nach Belgien zu SK Lommel. Hier verbrachte er drei Saisons. Ende 1999 kehrte er nach Polen zurück und spielte hier für Pogoń Stettin und Widzew Łódź, obwohl er bereits Ende 2002 seine Profikarriere beendet hatte. Von 2004 bis 2007 spielte er im Amateurbereich für den 1. FC Germania Egestorf/Langreder in Deutschland.

## Nationalmannschaft
Szubert spielte 1994 insgesamt dreimal für die polnische Nationalmannschaft. Mit der polnischen Olympiaauswahl gewann er bei den Olympischen Spielen 1992 in Barcelona die Silbermedaille.

## Erfolge
- Olympische Silbermedaille (1992)

| Personendaten    | Personendaten             |
| ---------------- | ------------------------- |
| NAME             | Szubert, Dariusz          |
| KURZBESCHREIBUNG | polnischer Fußballspieler |
| GEBURTSDATUM     | 31. Oktober 1970          |
| GEBURTSORT       | Białogard, Polen          |